# Bathyraja irrasa
Espèce
Statut de conservation UICN

 NT  : Quasi menacé
Bathyraja irrasa est une espèce de poisson de l'ordre des Rajiformes.

## Distribution
Cette espèce est endémique de l'océan environnant les îles Kerguelen dans les Terres australes et antarctiques françaises.

## Référence
- Hureau & Ozouf-Costaz, 1980 : Une nouvelle espèce de raie bathyale des îles Kerguelen Bathyraja irrasa n. sp. (Chondrichthyes, Rajidae). Cybium 3e série. Bulletin de la Société Française d'Ichtyologie, n. 9: p. 19-30.